# 博多·蒂姆勒
博多·蒂姆勒（德語：Bodo Tümmler，1943年12月8日—），德国男子田径运动员。他曾代表西德参加1968年和1972年夏季奥林匹克运动会田径比赛，其中1968年奥运会获得一枚铜牌。